# نیل فرانکلین (بازیکن فوتبال، زاده۱۹۶۹)
نیل فرانکلین (انگلیسی: Neil Franklin؛ زادهٔ ۱۰ مارس ۱۹۶۹) بازیکن فوتبال اهل بریتانیا است.
از باشگاه‌هایی که در آن بازی کرده‌است می‌توان به باشگاه فوتبال لینکولن سیتی اشاره کرد.